# Zsáktelepülés
Zsáktelepülésnek vagy zsákfalunak nevezzük azokat a településeket, amelyeket csak egy útirányból lehet megközelíteni, és a településtől tovább kiépített közút (vagy vasút) nem vezet, tehát nincs sem átmenő, sem más irányban tovább haladó forgalma.
Ezeket a falvakat általában igen rossz minőségű utakon lehet elérni, jellemzőjük, hogy általában nagyobb távolságokra fekszenek a városoktól, vagy fontosabb utaktól, gyér tömegközlekedéssel. Szinte kizárólag aprófalvakról van szó, és ezen településtípust sújtja legjobban az elvándorlás, munkanélküliség és egyéb rossz adatsorok. Magyarországon is bőven találunk ilyen településeket, főleg az aprófalvas térségekben, mint például Baranya, Borsod-Abaúj-Zemplén és Szabolcs-Szatmár-Bereg vármegyékben. 
Általánosan jelen vannak a határ menti térségekben, nagyon sok közülük a trianoni határkijelölés miatt veszítette el a továbbvezető útját, vasútját, s „féloldalassá” vált. Ezek közül többeknél, az uniós határmegnyitásokat követően kezd visszaállni a korábbi – történelmi – településhálózati kapcsolat (pl. Vas, Zala, Győr-Moson-Sopron vármegyék esetében).
Zsáktelepülések Magyarországon például Bokor, Csenyéte, Kisbajom, Debréte, Uppony, Ófalu, Mérges és Hollókő.
Zsákfalvak a Budapesti agglomerációban is léteznek, ilyen például Nagykovácsi és Pilisborosjenő vagy Csömör. (Ezek az országban megtalálható többi zsáktelepüléshez képest viszonylag nagy lakosságú falvak.)
Egyetlen magyar város van, amely zsáktelepülés, ez pedig Sajóbábony.